# Paul Ramadier

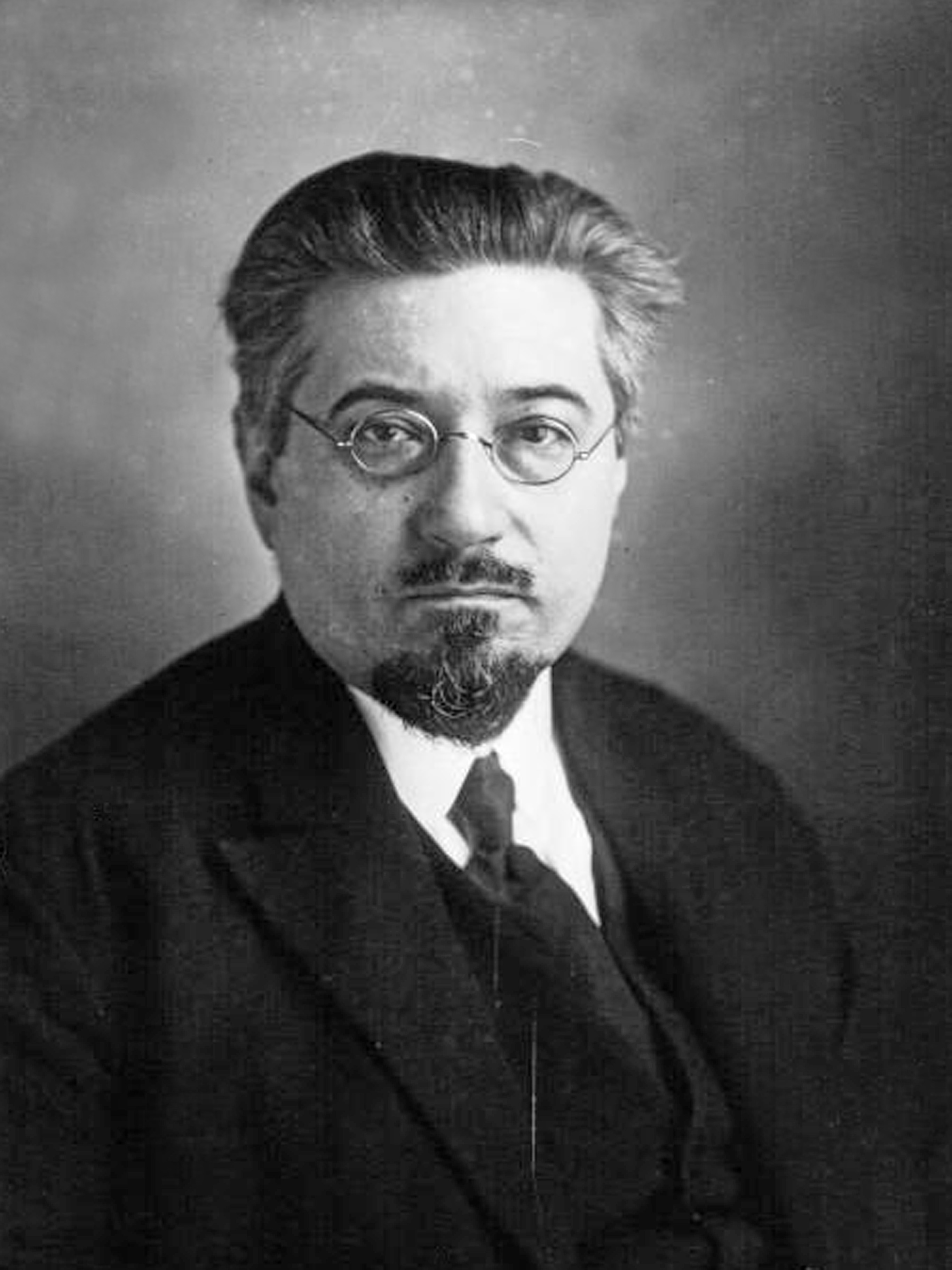
Paul Ramadier

Paul Ramadier, född 17 mars 1888 i La Rochelle, död 14 oktober 1961, var en fransk politiker från det socialistiska partiet. 

## Biografi
Ramadier blev borgmästare i Decazeville 1919 och tjänstgjorde som fjärde republikens förste konseljpresident från januari till november 1947. Han var även justitieminister 1946-1947, försvarsminister 1948-1949 och finansminister 1956-1957.
I juli 1940 röstade han emot att bevilja fullmakter för marskalk Philippe Pétain, som installerade Vichyregeringen.
Ramadier tog del i motståndsrörelsen under andra världskriget där han använde nom de guerre Violet. Hans namn finns med i Yad Vashem judiska minnesmärke efter kriget. Det var under hans första ministär som kommunisterna tvingades ut ur regering i maj 1947 och därmed avslutade "trepartsavtal"-koalitionen mellan den franska delen av arbetarnas International (SFIO), den republikanska rörelsen och kommunisterna. Han röstade för Marshallplanen.